# Raionul Țarîceanka, Dnipropetrovsk
Țarîceanka (în ucraineană Царичанський район, transliterat: Țarîceanskîi raion) este un raion în regiunea Dnipropetrovsk, Ucraina. Reședința sa este așezarea de tip urban Țarîceanka.

## Demografie
Componența lingvistică a raionului Țarîceanka
     Ucraineană (95,44%)
     Rusă (3,93%)
     Alte limbi (0,17%)
Conform recensământului din 2001, majoritatea populației raionului Țarîceanka era vorbitoare de ucraineană (95,44%), existând în minoritate și vorbitori de rusă (3,93%).